# Archaeromma japonicum
Archaeromma japonicum is een vliesvleugelig insect uit de familie Mymarommatidae. De wetenschappelijke naam is voor het eerst geldig gepubliceerd in 2002 door Fursov, Shirota, Nomiya & Yamagishi.